# Anathallis francesiana
Anathallis francesiana är en orkidéart som först beskrevs av Carlyle August Luer, och fick sitt nu gällande namn av Carlyle August Luer. Anathallis francesiana ingår i släktet Anathallis och familjen orkidéer. Inga underarter finns listade i Catalogue of Life.